# Miguel Merino Pinedo
Esteban-Miguel Merino Pinedo (Alcañiz, Teruel, 2 de noviembre de 1932-Zaragoza, 25 de marzo de 1992) fue un político español que ocupó el puesto de alcalde de Zaragoza entre 1976 y 1979.
Abogado de profesión, Merino ejerció el cargo de alcalde de la ciudad durante la etapa predemocrática y resultó elegido concejal en las filas de UCD en las primeras elecciones democráticas, celebradas en 1979, de cuyo grupo fue portavoz durante esa legislatura. Cedió la vara de la alcaldía al socialista Ramón Sainz de Varanda. Fue dirigente de UCD, y tras la desaparición de esta formación, pasó a militar en AP y después en el PP, donde ocupó cargos de responsabilidad. En sus últimos años trabajó en el Instituto de Mediación y Arbitraje.
| Predecesor: Mariano Horno Liria | Alcalde de Zaragoza 1976 - 1979 | Sucesor: Ramón Sainz de Varanda |